# Cedúcto
Cedúcto (em grego: Κηδούκτος; romaniz.: Kedoúktos) ou Cedócto (em grego: Κηδόκτος; romaniz.: Kedóktos), também conhecida como Acedúcto (em grego: Ἀκεδοῦκτον; romaniz.: Akedoukton) e de Cidúcto (em grego: τὰ Κιδόκτου; romaniz.: ta Kidóktou), foi uma planície do Império Bizantino situada na Trácia. Sua localização não foi identificada com precisão, mas situava-se próximo do rio Halmiro (moderno Kalivri Dere) e entre as cidades de Dânio (moderna Kınalıköprü) e Heracleia Perinto (moderna Marmara Ereğlisi). O nome é evidentemente uma helenização do latim aquaductus e refere-se ao aqueduto local; apesar de sua vizinhança, provavelmente não fez parte do grande sistema que supriu a capital bizantina de Constantinopla.
O sítio é mencionado pela primeira vez em 813 como Acedúcto ou de Cidúcto, quando o imperador Miguel I Rangabe (r. 811–813) fez campanha contra os búlgaros e foi escoltado por sua esposa Procópia. A presença dela foi indesejada para as tropas, que revoltaram-se. Em outubro ou novembro de 822, a planície foi o sítio da decisiva batalha na rebelião de Tomás, o Eslavo, entre as forças rebeldes e os búlgaros sob Omortague (r. 815–831), que era aliado do imperador Miguel II, o Amoriano (r. 820–829). A batalha foi custosa para ambos os lados e resultou em nenhuma vitória certa, mas enfraqueceu Tomás, levando ao colapso de sua rebelião na primavera de 823.
O sítio aparece novamente durante a rebelião de Nicéforo Briênio, o Velho contra Nicéforo III Botaniates em 1078. Logo após a batalha de Calávrita, quando Briênio foi derrotado pelo general de Botaniates, Aleixo Comneno, o exército rebelde acampou em Cedúcto. Num práctico (praktikon) de 1104, é listada entre as posses do Mosteiro de Iviron no Monte Atos. Na virada do século XIII formou um episcépse imperial, e foi registrada no Partitio Romaniae como uma das área loteadas para cavaleiros cruzados individuais.